# Platypalpus turgidus
Platypalpus turgidus är en tvåvingeart som först beskrevs av Becker 1907.  Platypalpus turgidus ingår i släktet Platypalpus och familjen puckeldansflugor. Inga underarter finns listade i Catalogue of Life.